# اشنورپفلینگن
شنورپفلینگن (به آلمانی: Schnürpflingen) یک شهر در آلمان است که در الب-دانو-کریس واقع شده‌است. شنورپفلینگن ۱٬۳۸۸ نفر جمعیت دارد.